# Діапедез
Діапедез (грец. δια+πηδάω(dia+pedao) - через+стрибаю (перескакую)) — один із видів кровотечі, що відбувається шляхом виходу формених елементів крові через непошкоджену стінку кровоносних судин (капілярів, венул чи артеріол). Термін найбільш вживаний по відношенню до виходу еритроцитів, в той час як для виходу лейкоцитів із судинного русла частіше використовують термін еміграція.
В основі діапедезу лежить підвищення проникності стінки судин, що можна спостерігати в ділянці запалення.